# Жени Заимова
Евгения (Жени) Ангелова Заимова е българска емигрантка и българска поетеса, авторка на повече от десет стихосбирки, издадени в САЩ и България. Тя е една от най-активните участнички в културния живот на българската емиграция в България и в чужбина. Съпруга е на Стоян Заимов  който е син на известния български генерал Владимир Заимов и внук на революционера и писател Стоян Заимов.

## Биография
Родена в съвсем обикновено семейство, Жени Заимова има късмета от рано да попадне в средите на литературния елит, в обществото на най-добрите български поети и писатели. Още като ученичка тя публикува свои стихове в списанията „Звън“ и „Обзор“, „На жената“ и други.

### В България
В ранните си години едва 20-годишна тя мечтае да стане художничка. Към изкуството пръв я насочва Асен Белковски, ученик на Иля Репин. Жени Заимова участва в обща изложба в галерията на булевард „Цар Освободител“. След завършването си в Национална музикална академия Жени получава примамливо предложение да продължи образованието си в Швейцария. По същото време тя се запознава и с режисьора Йонко Розев и се омъжва за него, за да отхвърли богатия 60-годишен ухажор, който ѝ натрапва майка ѝ. Скоро след това обаче в пристъп на ревност той опитва да я убие, намушквайки я на 7 места с нож. Оцеляла като по чудо, тя се развежда с Йонко Розев и сключва брак със Стоян Заимов – син на генерал Владимир Заимов и нейна детска любов.

### В Италия (1947 – 1956)
Двамата заминават за Рим, Италия, където през 1947 година синът на известния генерал е назначен за военно аташе. След края на мандата му Жени Заимова отказва да се върне в София, разбирайки, че съпругът и е изпаднал в политическа немилост. Отрича се от спокойния живот на дипломатическата съпруга в комунистическа България, за да поеме несигурния път на емиграцията.  Така от 1951 година Жени Заимова става „невъзвращенка“ и отнемат детето и за това, че разтрогването на брака и е по нейна вина. Останала сама с мечтата си за музикална кариера, за да се издържа тя дори започва да работи в една фабрика за конци.

### Смяна на посоката
В Италия Жени Заимова, сблъсквайки се отрано и със скръбта, с емиграцията, с бедността и с неистовата жажда за успех, става близка приятелка с Марио Варгас Льоса и Стравински. Започва да взима уроци по музика – вижда себе си като прима на оперната сцена. Но съдбата и е отредила друго. В ателието на скулптора Асен Пейков Жени Заимова се запознава с Корадо Алваро, един от най-известните поети на Италия. „Той беше човекът с най-силно влияние над мен и като мъж, и като творец“, признава тя. Алваро я вдъхновява да напише първите си стихотворения на италиански, а смъртта му я съкрушава. Едва излекувала се от туберкулоза, Жени Заимова се разболява от рак. Силната ѝ жажда за живот побеждава и на 10 декември 1956 година тя се качва на трансатлантически кораб, с който поема към Америка.

### В Америка (1957 – 1993)
В страната на неограничените възможности Жени Заимова потъва в мизерия, но не се предава. Рисува картички, дава частни уроци и се изхранва сама. Като болнава и безпарична емигрантка тя все пак успява да си стъпи на краката в Ню Йорк. Големи афиши с нейни снимки рекламират радио шоуто, в което участва, канят я на музикални записи и много телевизионни предавания. На 17 декември 1962 година Жени Заимова получава американското си гражданство, а през 1971 година в град Ню Йорк тя издава първата си стихосбирка „Балкански Ек“.
През 70-те години Жени Заимова издава първите си стихосбирки на английски. Те веднага привличат вниманието на критиката, започват да валят покани за участие в международни конгреси и конференции. Премества се да живее в Калифорния през 1972 година, но смъртта на сина и Владимир през същата година в самолетна катастрофа слага край на този сравнително спокоен период от нейния живот. Тя почти нелегално се завръща в България единствено и само за погребението му, след което отново отпътува за Америка.

### Отново в България
След 10 ноември 1989 година Жени Заимова се завръща за постоянно в България и се превръща в поетеса на 20 век с живот, който е една истинска сага. Жена, която е познала най-големите злощастия, но нито за миг не е загубила вярата си, достойнството си и човечността. Прокудена, тя е участвала в дейността на българите в странство с вътрешен порив и артистично изящество. Мнозина нейни почитатели я увещават да напише автобиографията си, но тя отказва. Едва когато Георги Цанков предлага на съпругата си Зоя Захариева да напише книга за поетесата, животът и влиза между кориците на книгата „Бог ръка ми е подал“, украсена с портрет, излязъл изпод четката на Дора Бонева.

## Признание и награди
През 1978 година са записани най-хубавите и творби в авторско изпълнение за златния фонд на Конгресната библиотека във Вашингтон. Жени получава множество престижни литературни награди в Америка и Европа. 
Жени Заимова умира на 11 януари 2005 година и е погребана в град София.

## Издадена литература
- „Песни разпилени“ – издадена 1971 г.
- „Щъркели“ – издадена 1972 г.
- „Мартеници“ – издадена 1978 г.
- „Тракийско злато“ .   София, Редакция „Ню Йорк: Балкански ек“, 1981.
- „The Star Obscure“ .   София, Редакция „Luxembourg: Euroeditor“, 1985.
- „Lettres a Corrado Alvaro“ .   София, Редакция „Luxembourg: Euroeditor“, 1986.
- „Прокудената“ .   София, Редакция „Офсетграфик“, 1990.
- „Отвъд океана“ – от Жени Заимова.   София, Редакция „Св. Климент Охридски“, 1995. ISBN 954-07-0764-1.
- „Песен недопята“ .   София, Редакция „Универс 90“, 1997. ISBN 9549024512.
- „Избрани стихове“ – от Жени Заимова.   София, Редакция „Св. Климент Охридски“, 2000. ISBN 954-07-1416-8.
- „Безкрайна броеница“ .   София, Редакция „Св. Климент Охридски“, 2001. ISBN 954-07-1579-2.
- „177 сонети“ .   София, Редакция „Св. Климент Охридски“, 2002. ISBN 954-07-1719-1.
- „Броеницата продължава“ .   София, Редакция „Б.Н.М.“, 2003. ISBN 954-91296-9-1.
- „Мост през океана“ .   София, Редакция „Б.Н.М.“, 2004. ISBN 9549308499.